# Бельюга-и-Монкада, Луис Антонио де
Луис Антонио де Бельюга-и-Монкада  (исп. Luis Antonio de Belluga y Moncada; 30 ноября 1662, Мотриль, королевство Гранада — 22 февраля 1743, Рим, Папская область) — испанский кардинал, ораторианец. Епископ Картахены с 9 февраля 1705 по 11 сентября 1724. Камерленго Коллегии кардиналов с 26 января 1728 по 7 февраля 1729. Кардинал-священник с 29 ноября 1719, с титулом церкви Санта-Мария-ин-Траспонтина с 16 июня 1721 по 20 февраля 1726. Кардинал-священник с титулом церкви Санта-Приска с 20 февраля 1726 по 16 декабря 1737. Кардинал-священник с титулом церкви Санта-Мария-ин-Трастевере с 16 декабря 1737 по 3 сентября 1738. Кардинал-священник с титулом церкви Санта-Прасседе с 3 сентября 1738 по 22 февраля 1743.

## Биография
Родился в Мотриле в 1662 году в знатной семье. Рано остался без родителей. В 1676 году завершил обучение в колледже в Гранаде (философия и теология), продолжил образование в Севилье, где в 1686 году защитил докторат по теологии, в том же году рукоположён в священники.
Вступил в общество ораторианцев, основанное святым Филиппом Нери. После рукоположения занимал различные церковные должности в Кордобе и Саморе. Основал и долгое время возглавлял кордобское отделение ораторианцев.
9 февраля 1705 года назначен епископом Картахены (епархиальный центр в городе Мурсия), епископская хиротония состоялась 19 апреля 1705 года, её возглавлял кардинал Педро де Саласар Гутьеррес де Толедо.
В шедшей в это время войне за испанское наследство епископ Бельюга твёрдо поддерживал Филиппа V и Бурбонов. Когда в 1706 году войска, верные эрцгерцогу Карлу, разорили церкви в Аликанте, епископ сформировал в Мурсии ополчение и с крестом в руке призвал народ «защищать себя от врагов нашей Святой Веры, защищать свои церкви и не видеть их осквернёнными». Ополчению удалось защитить Мурсию и не пустить в неё австрийское войско. В 1707 году он присутствовал в лагере Филиппа V во время битвы при Альмансе.

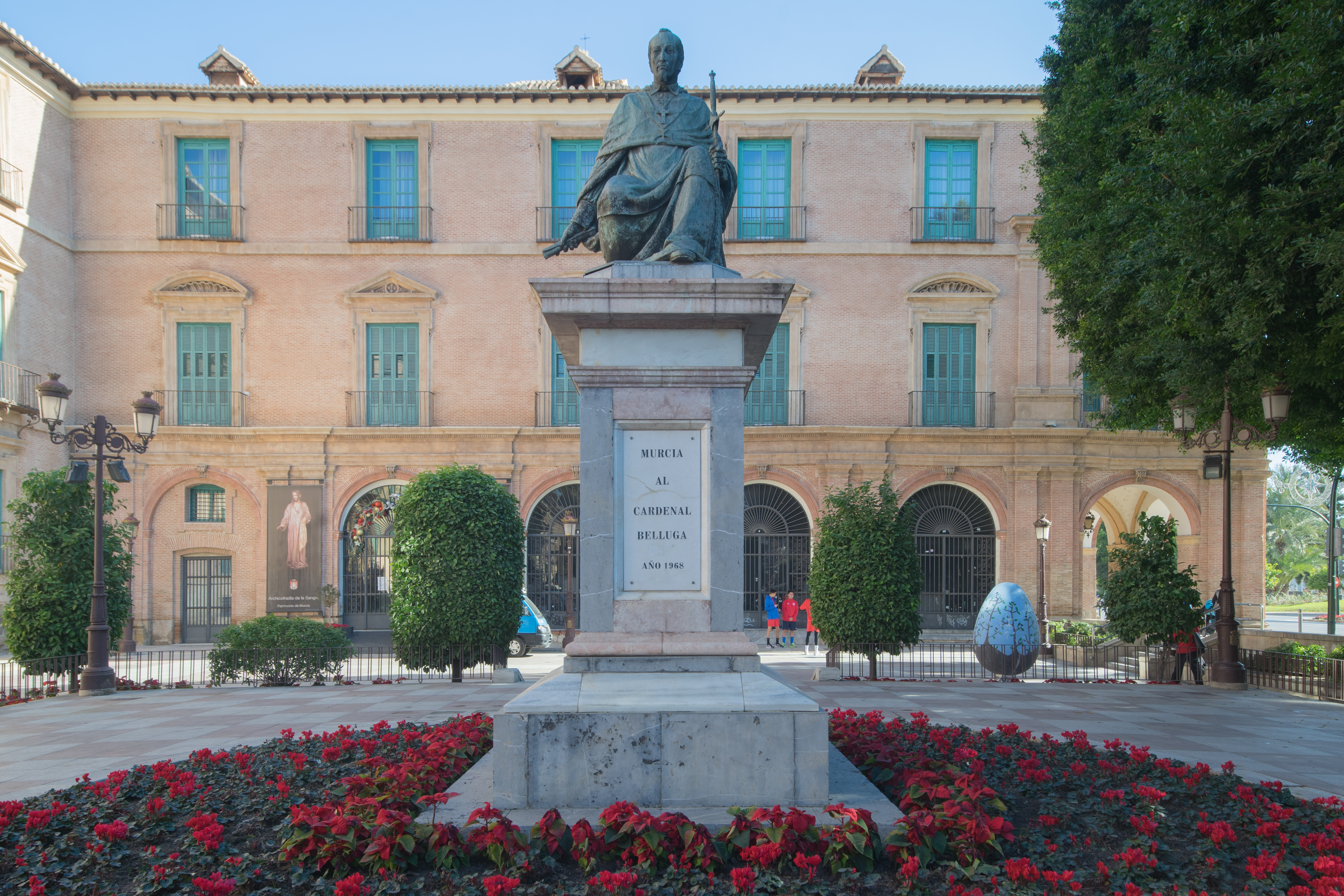
Памятник кардиналу Бельюге в Мурсии

В 1706 году Филипп V назначил епископа Бельюгу вице-королём Валенсии, но он принял эту должность с неохотой и уже через год отказался от неё. После того, как в 1709 году папа Климент XI признал эрцгерцога Карла, Филипп V разорвал отношения с Римом. Несмотря на глубокую личную преданность королю, Бельюга выступил с письмом в защиту прав церкви. В дальнейшем он продолжал поддерживать короля, но критиковал его антицерковные действия и деятельность французских министров.
На посту епископа Бельюга внёс большой вклад в развитие Мурсии, основал здесь семинарию и несколько больниц и приютов, содействовал улучшению городской инфраструктуры.
29 ноября 1719 был возведён папой Климентом XI в кардиналы с титулом церкви Санта-Мария-ин-Траспонтина. Впоследствии неоднократно менял титулатуру, с 1726 по 1737 год носил титул церкви Санта-Приска, с 1737 по 1738 год — титул церкви Санта-Мария-ин-Трастевере, с 1738 до смерти — титул церкви Санта-Прасседе.
В 1724 году подал в отставку с поста епископа Картахены, переехал в Рим, где служил при папской курии. Принимал участие в трёх конклавах 1724, 1730 и 1740 годов, избиравших соответственно Бенедикта XIII, Климента XII и Бенедикта XIV. С 1728 по 1729 год занимал пост камерленго Коллегии кардиналов.
Умер 22 февраля 1743 года в Риме. Похоронен в церкви Санта-Мария-ин-Валичелла, главном храме ораторианцев. В Мурсии память о кардинале широко почитается, в его честь названа главная площадь города перед кафедральным собором (es:Plaza de Belluga), на площади Глорьета де Испанья ему установлен памятник.